# Skate America 1999
Navigation
Édition précédente Édition suivante
Le Skate America est une compétition internationale de patinage artistique qui se déroule aux États-Unis au cours de l'automne. Il accueille des patineurs amateurs de niveau senior dans quatre catégories: simple messieurs, simple dames, couple artistique et danse sur glace.
Le dix-huitième Skate America est organisé du 27 au 31 octobre 1999 à la World Arena de Colorado Springs dans le Colorado. Il est la première compétition du Grand Prix ISU senior de la saison 1999/2000.

## Résultats

### Messieurs
| Rang | Nom               | Pays       | Points | Prog. court | Prog. libre |
| ---- | ----------------- | ---------- | ------ | ----------- | ----------- |
| 1    | Aleksey Yagudin   | Russie     | 1.5    | 1           | 1           |
| 2    | Timothy Goebel    | États-Unis | 3.5    | 3           | 2           |
| 3    | Elvis Stojko      | Canada     | 5.0    | 4           | 3           |
| 4    | Michael Weiss     | États-Unis | 5.0    | 2           | 4           |
| 5    | Matthew Savoie    | États-Unis | 7.5    | 5           | 5           |
| 6    | Aleksandr Abt     | Russie     | 9.5    | 7           | 6           |
| 7    | Anthony Liu       | Australie  | 10.0   | 6           | 7           |
| 8    | Stanick Jeannette | France     | 12.5   | 9           | 8           |
| 9    | Michael Hopfes    | Allemagne  | 15.0   | 12          | 9           |
| 10   | Thierry Cérez     | France     | 15.5   | 11          | 10          |
| 11   | Yosuke Takeuchi   | Japon      | 16.0   | 10          | 11          |
| 12   | Szabolcs Vidrai   | Hongrie    | 16.0   | 8           | 12          |

### Dames
| Rang | Nom                | Pays       | Point | Prog. court | Prog. libre |
| ---- | ------------------ | ---------- | ----- | ----------- | ----------- |
| 1    | Michelle Kwan      | États-Unis | 1.5   | 1           | 1           |
| 2    | Julia Soldatova    | Russie     | 4.0   | 4           | 2           |
| 3    | Ielena Sokolova    | Russie     | 4.5   | 3           | 3           |
| 4    | Sarah Hughes       | États-Unis | 5.0   | 2           | 4           |
| 5    | Júlia Sebestyén    | Hongrie    | 9.0   | 8           | 5           |
| 6    | Alisa Drei         | Finlande   | 9.0   | 6           | 6           |
| 7    | Angela Nikodinov   | États-Unis | 9.5   | 5           | 7           |
| 8    | Yuka Kanazawa      | Japon      | 12.5  | 9           | 8           |
| 9    | Julia Lautowa      | Autriche   | 13.5  | 7           | 10          |
| 10   | Nadine Gosselin    | Canada     | 14.0  | 10          | 9           |
| 11   | Dorothee Derroitte | Belgique   | 16.5  | 11          | 11          |

### Couples
| Rang | Nom                                  | Pays       | Points | Prog. court | Prog. libre |
| ---- | ------------------------------------ | ---------- | ------ | ----------- | ----------- |
| 1    | Jamie Salé / David Pelletier         | Canada     | 1.5    | 1           | 1           |
| 2    | Sarah Abitbol / Stéphane Bernadis    | France     | 3.5    | 3           | 2           |
| 3    | Elena Berejnaïa / Anton Sikharulidze | Russie     | 5.0    | 4           | 3           |
| 4    | Peggy Schwarz / Mirko Müller         | Allemagne  | 5.0    | 2           | 4           |
| 5    | Kyoko Ina / John Zimmerman           | États-Unis | 7.5    | 5           | 5           |
| 6    | Tiffany Scott / Philip Dulebohn      | États-Unis | 9.5    | 7           | 6           |
| 7    | Tatiana Totmianina / Maksim Marinin  | Russie     | 11.0   | 8           | 7           |
| 8    | Danielle Hartsell / Steve Hartsell   | États-Unis | 11.0   | 6           | 8           |

### Danse sur glace
| Rang | Nom                                     | Pays       | Points | Danse imposée | Danse originale | Danse libre |
| ---- | --------------------------------------- | ---------- | ------ | ------------- | --------------- | ----------- |
| 1    | Barbara Fusar-Poli / Maurizio Margaglio | Italie     | 3.0    | 2             | 2               | 1           |
| 2    | Irina Lobatcheva / Ilia Averboukh       | Russie     | 3.0    | 1             | 1               | 2           |
| 3    | Naomi Lang / Peter Tchernyshev          | États-Unis | 6.4    | 4             | 3               | 3           |
| 4    | Kati Winkler / René Lohse               | Allemagne  | 7.6    | 3             | 4               | 4           |
| 5    | Jamie Silverstein / Justin Pekarek      | États-Unis | 10.0   | 5             | 5               | 5           |
| 6    | Josée Piché / Pascal Denis              | Canada     | 12.0   | 6             | 6               | 6           |
| 7    | Kornélia Bárány / András Rosnik         | Hongrie    | 14.0   | 7             | 7               | 7           |
| 8    | Nozomi Watanabe / Akiyuki Kido          | Japon      | 16.0   | 8             | 8               | 8           |

## Sources
- (en) Résultats du Skate America 1999 sur le site de l'International Skating Union
- Résultats du Skate America 1999
- Patinage Magazine N°70 (Janvier 2000)